# René Zeiller
Charles René Zeiller, född 14 januari 1847 i Nancy, död 27 november 1915 i Paris, var en fransk paleontolog och gruvadministratör.
Zeiller studerade vid École polytechnique och École des mines, där han under en lång följd av år verkade som professor i paleobotanik. Samtidigt ägnade han sig åt administrativ verksamhet, var under 22 år sekreterare och sedan 1911 vice president för Conseil general des mines. Han utövade mycket omfattande författarverksamhet, totalt 639 skrifter. En del av dessa behandla gruvfrågor, men det vida övervägande flertalet är av paleobotaniskt innehåll. Han var en av förgrundsfigurerna i den revolutionerande utveckling, som paleobotaniken genomgick under hans livstid.
Till hans förnämsta arbeten hör en serie stora monografier över de fossila flororna i Frankrikes karbonformation. Viktigast är de verk, som behandlar kolfälten vid Valenciennes (1886-88), Commentry (tillsammans med Bernard Renault, 1888-90), Autun och Épinac (tillsammans med Renault, 1890), Brive (1892), Blanzy och Le Creusot (1906). Han var även en utomordentlig kännare av den mesozoiska floran; viktig är särskilt den stora monografin över den rätiska floran i Tonkin (1903). Hans arbeten fick stor betydelse även ur praktisk gruvgeologisk synpunkt. Både i de nyssnämnda monografierna och i en mångfald andra arbeten lämnade han många viktiga bidrag till kännedomen om särskilt karbonväxternas byggnad och därigenom till den botaniska härstamningsläran.